# Nacionalna organizacija za retke bolesti Srbije
Nacionalna organizacija za retke bolesti Srbije (skraćeno NORBS) je savez udruženja koja se u Srbiji bave pitanjima osoba sa retkim bolestima i članova njihovih porodica, osnovana 23. jula 2010. godine. NORBS nije stručna, već je humanitarna, neprofitna, nevladina organizacija i vode je osobe koje boluju od retkih bolesti i članovi njihovih porodica, sa osnovnim ciljem poboljšanje položaja i kvaliteta života ove populacije.
NORBS je član EURORDIS, Evropske organizacije za retke bolesti.

## Ostali ciljevi organizacije
- jedinstveno zastupanje interesa osoba sa retkim bolestima i osoba sa invaliditetom nastalim kao posledica retke bolesti u Srbiji i jedinstveno nastupanje pred donosiocima odluka i drugim akterima u društvu;
- zaštita i ostvarivanje osnovnih ljudskih prava, eliminisanje diskriminacije i ostvarivanje jednakosti, ravnopravnosti i socijalne uključenosti osoba sa retkim bolestima i osoba sa invaliditetom nastalim kao posledica retke bolesti;
- zalaganje da donosioci odluka u Srbiji prihvate i primenjuju međunarodne i evropske standarde, principe i dokumenta u domenu retkih bolesti, kako bi se osobama sa retkim bolestima i osobama sa invaliditetom nastalim kao posledica retke bolesti omogućio najviši mogući kvalitet života;
- zalaganje za usvajanje i primenu nacionalne politike u oblasti retkih bolesti i reformi nacionalnog zakonodavstva u skladu sa potrebama i interesima osoba sa retkim bolestima i osoba sa invaliditetom nastalim kao posledica retke bolesti;
- omogućavanje kroz nacionalne politike i zakonodavstvo posebne podrške porodicama čiji su članovi osobe sa retkim bolestima i osobe sa invaliditetom nastalim kao posledica retke bolesti.

## Osnivači NORBS-a
- ŽIVOT – Udruženje građana za borbu protiv retkih bolesti kod dece
- Savez distrofičara Srbije
- Udruženje za osobe sa cističnom fibrozom u Vojvodini – OSMEH
- Udruženje obolelih od fenilketonurije
- POsPID – Podrška osobama sa primarnim imunodeficitima
- Udruženje DEBRA – bulozna epidermoliza
- Udruženje roditelja dece obolele od malignih bolesti – ZVONČICA

## Članovi Nacionalne organizacije za retke bolesti Srbije
Članovi Nacionalne organizacije za retke bolesti Srbije su sledeća udruženja:
- ŽIVOT – Udruženje građana za borbu protiv retkih bolesti kod dece
- Savez distrofičara Srbije
- Udruženje za osobe sa cističnom fibrozom u Vojvodini – OSMEH
- Udruženje obolelih od fenilketonurije
- POsPID – Podrška osobama sa primarnim imunodeficitima
- Udruženje DEBRA – bulozna epidermoliza
- Udruženje roditelja dece obolele od malignih bolesti – ZVONČICA
- Udruženje za pomoć i podršku obolelima od Fridrajhove ataksije
- Udruženje za pomoć i podršku osobama sa Cističnom fibrozom Srbije
- Udruženje građana za pomoć obolelima od Gošeove bolesti
- Udruženje za pomoć i podršku osobama obolelim od Mukopolisaharidoze tip 2 (Hanterov sindrom)
- Udruženje za pomoć u lečenju obolelih od Fabrijeve bolesti
- Udruženje pacijenata sa retkim tumorima
- Udruženje obolelih od multiplog mijeloma Srbije
- Udruženje za pomoć i podršku osobama sa Morquio sindromom mukopolisaharidoza tip 4) Srbije
- Nacionalno udruženje osoba sa nedostatkom hormona rasta i niskim rastom – HORAST
- Udruženje građana za pomoć obolelima od mijelofibroze
- Udruženje za bolesti motoneurona Srbije

## Spoljašnje veze
- Nacionalna organizacija za retke bolesti Srbije
- EURORDIS Evropska organizacija za retke bolesti